# Renata Zajączkowska
Renata Zajączkowska z domu Siemko (ur. 5 sierpnia 1931 w Gliwicach) – niemiecka działaczka społeczna na Dolnym Śląsku, w latach 2008–2019 przewodnicząca Niemieckiego Towarzystwa Kulturalno-Społecznego we Wrocławiu.

## Życiorys
Renata Zajączkowska urodziła się w 1931 roku na Górnym Śląsku w katolickiej rodzinie niemieckiej. Jej ojciec był zatrudniony jako mistrz warsztatów w lokalnej koksowni, matka zaś zajmowała się prowadzeniem domu i opieką nad pięciorgiem dzieci. W domu posługiwano się wyłącznie językiem niemieckim.
Po wejściu wojsk sowieckich na Górny Śląsk ojciec został wywieziony w głąb Związku Sowieckiego, z niewoli wrócił pod koniec 1945 roku. Renata Zajączkowska ukończyła w 1950 roku Liceum Administracyjno-Handlowe w Rybniku, zdając wówczas maturę. Podczas pracy w domu starców dla repatriantów we Wrocławiu poznała swojego przyszłego męża narodowości polskiej. Małżonkowie zdecydowali się zamieszkać we Wrocławiu, gdzie urodziły się ich dwie córki. Część rodziny Renaty Zajączkowskiej w okresie Polski Ludowej wyjechała do Niemiec Zachodnich.
Po transformacji ustrojowej Renata Zajączkowska zaangażowała się w działalność na rzecz mniejszości niemieckiej na Dolnym Śląsku. Gdy po przerwie w stanie wojennym reaktywowano Niemieckie Towarzystwo Kulturalno-Społeczne we Wrocławiu (NTKS), została jego członkiem założycielem, zasiadała m.in. w Komisji Socjalnej, pomagając ludziom starszym i mniej zamożnym. W 2001 roku została przewodniczącą Towarzystwa Dobroczynnego Niemców na Śląsku. W 2008 roku objęła funkcję prezeski NTKS we Wrocławiu, którą sprawowała do 2019 roku. Została również wiceprzewodniczącą Związku Niemieckich Stowarzyszeń Społeczno-Kulturalnych w Polsce, organizacji dachowej Niemców z różnych regionów kraju. Podjęła działalność w Towarzystwie im. św. Edyty Stein.
Została odznaczona Krzyżem Zasługi RFN, polskim Srebrnym Krzyżem Zasługi (2007) oraz Krzyżem Śląskim. W 2020 uhonorowano ją Nagrodą im. św. Edyty Stein.